# Psathyrella spintrigeroides
Psathyrella spintrigeroides är en svampart som beskrevs av P.D. Orton 1960. Psathyrella spintrigeroides ingår i släktet Psathyrella och familjen Psathyrellaceae.  Arten är reproducerande i Sverige. Inga underarter finns listade i Catalogue of Life.